# Sehschule
Der Begriff Sehschule wird als Synonym für verschiedene Einrichtungen verwendet, die sich im weitesten Sinne und auf unterschiedlichste Weise mit der Beurteilung und Behandlung von Sehstörungen verschiedener Art und Ursache beschäftigen. Er stammt vermutlich aus der Zeit zwischen 1920 und 1930 und fand zum einen Verwendung durch die damalige Verbreitung des Augentrainings, zum anderen durch die Entwicklung neuer Untersuchungs- und Behandlungsmethoden von Störungen des Binokularsehens (beidäugigen Sehens) und Bewegungsstörungen der Augen durch die evidenzbasierte Medizin ab den 1950er Jahren.

## Augentraining
Unter Augentraining, genauer Augentraining nach Bates, wird eine Reihe von Methoden verstanden, die für sich in Anspruch nehmen, optische Brechungsfehler (Kurzsichtigkeit, Weitsichtigkeit, Astigmatismus) durch gezieltes Training der äußeren Augenmuskeln und unter Begleitung verschiedener anderer Übungen zu beseitigen oder doch zumindest so zu reduzieren, dass sie das Tragen von optischen Korrekturen (Brillen, Kontaktlinsen etc.) überflüssig machen sollen. Erfunden wurde dieses Verfahren um 1920 von dem US-amerikanischen Augenarzt William Bates. Das zunehmende Interesse an solchen Verfahrensweisen führte zur Errichtung von so genannten Sehschulen, in denen entsprechende Übungen durchgeführt wurden. 
Von der evidenzbasierten Medizin werden diese Behandlungsmethoden strikt abgelehnt, weil ein wissenschaftlicher Nachweis ihrer erfolgreichen Anwendung und Wirksamkeit bislang nicht erbracht worden ist. Es gibt gleichwohl Berichte, nach denen diese Übungen zu subjektiven Erfolgen geführt haben sollen.

## Orthoptik, Pleoptik und Motilitätsstörungen
Wenn auch zwischenzeitlich inhaltlich veraltet, findet der Begriff Sehschule eine bis heute gebräuchliche Verwendung für die Bezeichnung einer augenheilkundlichen, medizinischen Spezialabteilung von Kliniken, Facharztpraxen oder anderen Gesundheitseinrichtungen. In diesen Abteilungen geht es um die Diagnostik und Therapie von Augenmuskelgleichgewichtsstörungen (u. a. Schielen, Nystagmus), Störungen des beidäugigen Sehens (u. a. fehlendes räumliches Sehen) und funktionaler Schwachsichtigkeit (Amblyopie). Auch die Neuroophthalmologie bedient sich der diagnostischen und therapeutischen Kapazitäten von Sehschulen. Der Begriff selbst stammt hierbei aus einer Zeit, als mit speziellen Apparaten in stundenlangen Sitzungen Übungsbehandlungen (siehe: Orthoptik, Pleoptik) durchgeführt wurden, wenn auch zu vollkommen anderen Zwecken als den oben genannten. Trotz der über die Jahrzehnte veränderten Behandlungsmethoden hat sich der Ausdruck Sehschule im allgemeinen Sprachgebrauch als Synonym für eine augenheilkundliche Fachabteilung für Orthoptik, Pleoptik und Motilitätsstörungen etabliert.

## Tätigkeitsgrundlagen
So unterschiedlich die oben genannten Konzepte, Methoden und Behandlungsziele sind, die den Begriff Sehschule für ihre Tätigkeit beanspruchen, so unterschiedlich ist auch die berufliche Grundlage, auf der diese Tätigkeiten ausgeübt werden. 
Der Begriff „Augentrainer“ oder „Sehtrainer“ (siehe auch: Funktionaloptometrie), nicht selten mit dem Zusatz „ganzheitlicher“, ist in jüngster Zeit häufig u. a. zu finden im Zusammenhang mit oben genannten Verfahrensweisen des Augentrainings und anderer Methodiken. Er ist rechtlich nicht geschützt und kennt auch keinen staatlich anerkannten Ausbildungsweg. Wegen dieser fehlenden juristischen Grundlagen darf jedermann diesen Terminus ohne besonderen Befähigungsnachweis für sich verwenden. Prinzipiell darf deshalb auch jeder eine Fortbildung zum „Augentrainer“ oder „Sehtrainer“ anbieten und durchführen, da unabhängige Kontrollen fehlen. Inhalte und Dauer der Seminare sind unterschiedlich und nicht einheitlich geregelt. Ein Seminar beträgt durchschnittlich wohl etwa 25 Tage und wird von privatwirtschaftlichen Unternehmen und Einzelpersonen angeboten.
In der Sehschule als augenheilkundlicher Fachabteilung der evidenzbasierten Medizin sind demgegenüber sog. Orthoptisten tätig, die über eine entsprechende, staatlich anerkannte Ausbildung verfügen müssen. Diese wiederum unterliegt gesetzlichen Bestimmungen und Ausbildungsordnungen. Die Berufsausbildung zur Orthoptistin und zum Orthoptisten wird in Deutschland ausschließlich an staatlich anerkannten Lehranstalten durchgeführt, die alle Universitäten angegliedert sind, und dauert in Vollzeit 3 Jahre. Dies ermöglicht eine übergeordnete, unabhängige und vereinheitlichte Qualitätskontrolle des geforderten Leistungsspektrums. In jüngster Zeit werden Aktivitäten unternommen, die Ausbildung zu akademisieren. In Österreich ist dies bereits der Fall und führt zum Studienabschluss Bachelor of Science in Health Studies BCs.